# Микрогекко
Микрогекко, или микрогекконы (лат. Microgecko) — род ящериц из семейства гекконовых. Распространены в Иране, Пакистане и Индии.

## Виды
Род включает 8 видов:
- Microgecko chabaharensis
- Microgecko depressus — Плоский азиатский карликовый геккон[2]
- Microgecko helenae — Хузестанский микрогеккон[2]
- Microgecko laki
- Microgecko latifi — Микрогекко Лятифи, или Микрогеккон Лятифи[1][2]
- Microgecko persicus — Персидский микрогекко, или Персидский микрогеккон[1][2]
- Microgecko tanishpaensis
- Microgecko varaviensis